# Бет Росс
Бет Росс (англ. Beth Ross; нар. 6 жовтня 1996) — новозеландська веслувальниця, срібна призерка Олімпійських ігор 2020 року, чемпіонка світу.

## Виступи на Олімпіадах
| Олімпіада  | Дисципліна | Місце |
| ---------- | ---------- | ----- |
| Токіо 2020 | вісімки    | 2     |

## Зовнішні посилання
- Бет Росс [Архівовано 19 липня 2021 у Wayback Machine.] на сайті FISA.

1. 1 2  Elizabeth Ross
2. ↑  https://www.olympic.org.nz/athletes/beth-ross/